# Ma Xuejun
Ma Xuejun (马雪君S, Mǎ XuějūnP; Shandong, 26 marzo 1985) è una discobola cinese.

## Biografia
Il suo primato personale è stato di 65,00 m ottenuto durante la stagione 2006. In carriera è stata finalista ai Giochi olimpici di Londra 2012.

## Palmarès
| Anno | Manifestazione      | Sede      | Evento           | Risultato | Misura  | Note |
| ---- | ------------------- | --------- | ---------------- | --------- | ------- | ---- |
| 2001 | Mondiali allievi    | Debrecen  | Lancio del disco | Oro       | 54,93 m |      |
| 2002 | Mondiali juniores   | Kingston  | Lancio del disco | Oro       | 58,85 m |      |
| 2004 | Mondiali juniores   | Grosseto  | Lancio del disco | Oro       | 57,85 m |      |
| 2006 | Giochi asiatici     | Doha      | Lancio del disco | Argento   | 62,43 m |      |
| 2007 | Mondiali            | Osaka     | Lancio del disco | 8ª        | 59,37 m |      |
| 2008 | Giochi olimpici     | Pechino   | Lancio del disco | 23ª       | 58,45 m |      |
| 2009 | Campionati asiatici | Guangzhou | Lancio del disco | Argento   | 63,63 m |      |
| 2009 | Mondiali            | Berlino   | Lancio del disco | 11ª       | 58,79 m |      |
| 2011 | Campionati asiatici | Kōbe      | Lancio del disco | Argento   | 59,67 m |      |
| 2011 | Mondiali            | Taegu     | Lancio del disco | 13ª (q)   | 59,71 m |      |
| 2012 | Giochi olimpici     | Londra    | Lancio del disco | 10ª       | 61,02 m |      |